# Мошары
Мошары— деревня в Пеновском районе Тверской области. В составе Охватского сельского поселения.

## География
Находится в 32 километрах к югу от районного центра Пено, на реке Тюзьма. К югу от деревни охранная территория Центрально-Лесного государственного природного биосферного заповедника.

## История
Во второй половине XIX — начале XX века деревня Мошары относилась к Коськовскому приходу Грылевской волости Осташковского уезда Тверской губернии. В 1859 году — 7 дворов, 17 жителей.
В 1940 году Мошары в составе Грылевского сельсовета Пеновского района Калининской области.
Во время Великой Отечественной войны деревня была оккупирована в октябре 1941 года, освобождена в январе 1942.
Братская могила воинов Красной Армии.
В 1997 году — 39 хозяйств, 116 жителей. Администрация Мошаровского сельского округа, центральная усадьба АО «Родина» (бывший колхоз), маслозавод, средняя школа, детсад, ДК, библиотека, медпункт, отделение связи.

## Население
| 1859 | 1997 | 2002 | 2010 |
| ---- | ---- | ---- | ---- |
| 161  | ↘116 | ↗121 | ↘74  |